# 1871 en Bretagne
 Chronologie de la Bretagne
- 1867
- 1868
- 1869
- 1870
- 1871
- 1872
- 1873
- 1874
- 1875

Cette page recense des événements qui se sont produits durant l'année 1871 en Bretagne.

## Politique
- Élections législatives : les bretons votent majoritairement pour des listes de droite[1].

## Éducation
- la ferme école de Jules Rieffel est reconnues comme école nationale d'agriculture[1].

## Constructions
- en Ille-et-Vilaine
  - Clocher de l'église Sainte-Trinité de Boisgervilly[2].

## Naissances

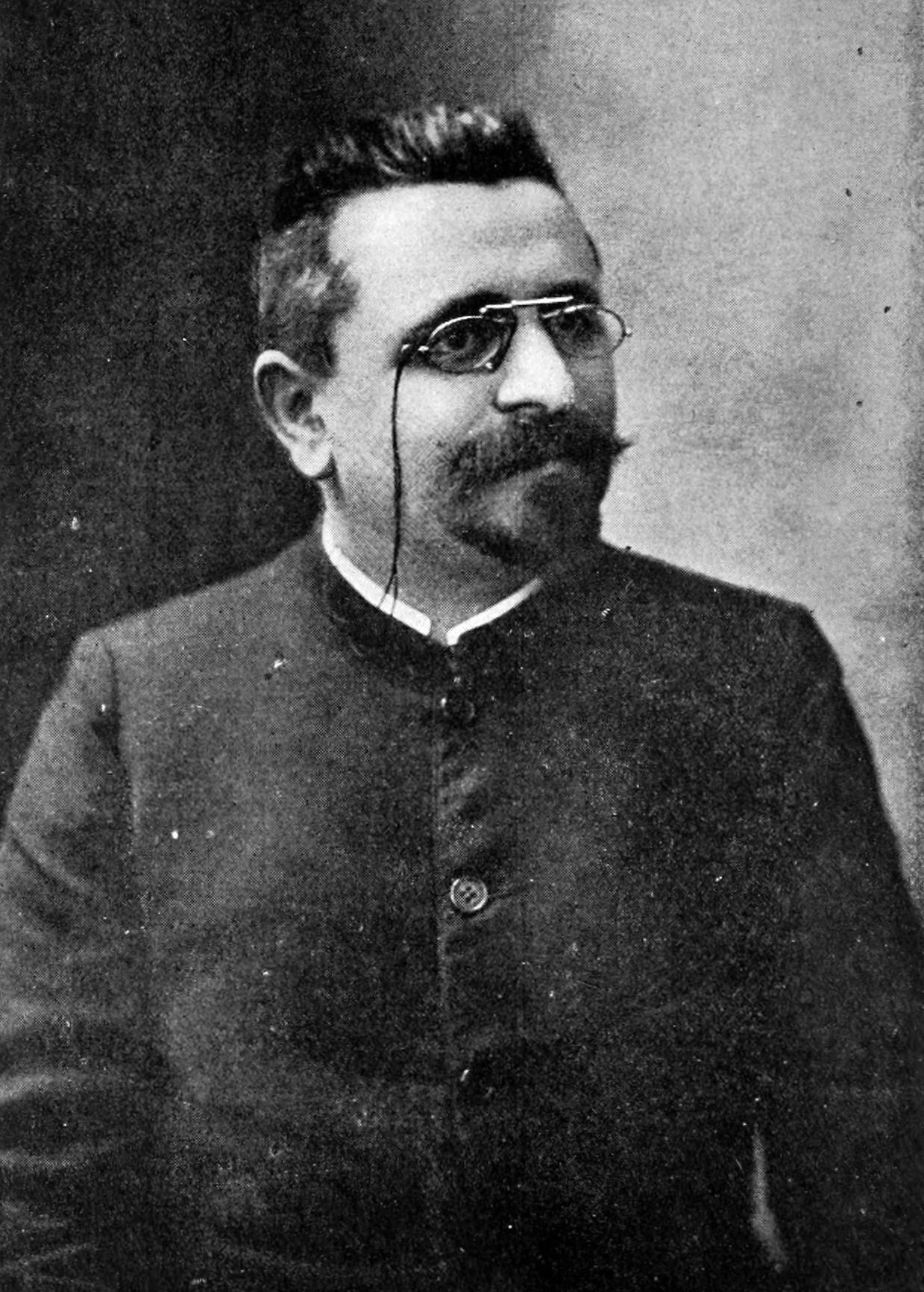
Gustave Hervé

- Janvier à Brest : Gustave Hervé, mort à Paris le 25 octobre 1944, est un homme politique socialiste puis fasciste français.

## Sources